# Kimmo Jarva
Kimmo Jarva (ur. 10 marca 1969 w Tampere) – fiński samorządowiec, w latach 2011–2024 burmistrz Lappeenranty.

## Życiorys
W 1995 uzyskał tytuł magistra administracji publicznej na Uniwersytecie w Tampere. Był sekretarzem gmin Karjalohja i Säkylä oraz szefem administracji gminy Padasjoki. W latach 2000–2003 był zarządcą gminy Taipalsaari, w latach 2003-2008 – gminy Kurikka, a w latach 2008-2011 – gminy Vihti. W sierpniu 2011 wybrany burmistrzem miasta Lappeenranta. Podczas jego kadencji w 2017 roku miasto przystąpiło do stowarzyszenia na rzecz ochrony środowiska i zrównoważonego rozwoju ICLEI, a Lapeenrancie przyznano nagrodę "Europejskiego Zielonego Liścia" za rok 2021. 20 listopada 2023 złożył dymisję z urzędu burmistrza, funkcję pełnił oficjalnie do 20 maja 2024.
Ma żonę i dwie córki.